# سنت بلیزی
latitudeسنت بلیزیlongitudeسنت بلیزی
سنت بلیزی (به انگلیسی: St Blazey) یک شهرک در بریتانیا است که در انگلستان واقع شده‌است.

## خصوصیات
سنت بلیزی ۶٬۶۳۲ نفر جمعیت دارد.